# Mateja Černic
Mateja Černic, glasbenica, dirigentka, zborovodkinja, * 8. avgust 1983, Trst.

## Življenje in delo
Mateja Černic se je rodila v Trstu , oče je bil Ivan, ravnatelj in profesor, mati Franka (rojena Ferletič). Kmalu se je družina preselila v Doberdob, kjer je Mateja opravila obvezno šolanje, nato slovensko višjo šolo v Gorici oziroma Pedagoški licej Simona Gregorčiča, kjer je z odliko maturirala leta 2002 in je zaradi izjemnih šolskih uspehov prejela italijanski državni naziv "alfiere del lavoro" (praporščak dela) . Leta 2008 je z odliko diplomirala na Pedagoški fakulteti, kjer je študirala na katedri za glasbo. Leta 2013 je diplomirala tudi iz slovenistike in primerjalne književnosti na Filozofski fakulteti v Ljubljani, leto kasneje pa še iz glasbene pedagogike na Akademiji za glasbo v Ljubljani (zborovodstvo v razredu prof. Marka Vatovca). Leta 2018 je z odliko in častno omembo magistrirala iz zborovskega dirigiranja na konservatoriju Bonporti v Trentu (v razredu prof. Lorenza Donatija). Je profesorica za zborovsko petje na državnem konservatoriju Torrefranca v mestu Vibo Valentia . Leta 2015 se je omožila z glasbenikom Mirkom Ferlanom.
Z glasbo se je Mateja Černic začela ukvarjati že v otroških letih: klavir se je učila na SCGV - Slovenskem centru za glasbeno vzgojo - Emil Komel v Gorici, kasneje je obiskovala pouk petja pri prof. Janji Hvala na nižji glasbeni šoli Moste v Ljubljani. Tudi z zborovskim petjem se je udejstvovala že od otroštva, saj je pela v vrstah doberdobskih Veseljakov. Od leta 1996 je pela v domači vasi pri MePZ Hrast, s katerim je dosegla visoka priznanja na slovenskih in italijanskih državnih tekomvanjih (pod vodstvom Hilarija Lavrenčiča). Med študijem v Ljubljani je svojo pevsko izkušnjo razvijala v prestižnem Akademskem pevskem zboru Tone Tomšič (pod vodstvom Urše Lah), ki je v tistem obdobju osvojil veliko zborovsko nagrado Evrope. Pevka je bila tudi zbora Arnold Schömberg chor iz Dunaja (pod vodstvom Ervina Ortnerja), državnega mladinskega zbora iz Italije (Coro giovanile Italiano - pod vodstvom Lorenza Donatija in Daria Tabbie), komornega zbora Utopia & Reality (Utopija in Realnost - pod vodstvom Urše Lah in Ragnarja Rassmussena) , komornega zbora UT-Insieme vocale consonante ter sienskega stolnega zbora Guido Chigi Saracini (pod vodstvom Lorenza Donatija)  in še kakšne pevske skupine (npr. Čarnice).
Mateja Černic se je z zborovodstvom začela ukvarjati že od leta 2000, ko je prevzela vodstvo otroškega zbora Mali veseljaki iz Doberdoba. Od leta 2007 do leta 2020 je vodla dekliško vokalno skupino Bodeča neža z Vrha sv. Mihaela, s katero je sodelovala na raznih državnih in mednarodnih tekmovanjih ter prejela visoka priznanja: priznanje first prize summa cum laude v Neerpeltu leta 2010, prvo mesto na državnem tekmovanju Vittorio Veneto 2011, drugo mesto na državnem tekmovanju Cantonigros 2012, prvo mesto na državnem tekmovanju Polifonico v Arezzu leta 2013, drugo mesto na mednarodnem tekmovanju v Maasmechelnu leta 2015, drugo mesto na mednarodnem tekmovanju Fleischmann v Corku 2017, tretje mesto na državnem tekmovanju v Materi leta 2018. Od leta 2011 do 2014 je vodila ženski zbor Mens sonora iz Ljubljane, s katerim je leta 2013 na tekmovanju v Bad Ischlu prejela dve zlati plaketi in nagrado za najboljšega dirigenta . Projektno je sodelovala kot dirigentka italijanskega mladinskega zbora, ko je zbor nastopil na koncertu skupine Rolling Stones v Rimu leta 2014 . Od leta 2014 je vodila Goriški komorni zbor iz Nove Gorice , s katerim je leta 2017 prejela zlato priznanje z odliko in priznanje za najboljše mešane zbore na Regijskem tekmovanju v Postojni, leta 2018 pa prvo nagrado na Grand Prixu tekmovanja Zlatna lipa v Tuhlju. Od leta 2018 je vodila MlPZ Emil Komel iz Gorice. Leta 2021 je ustanovila in dirigira komorno skupino Mittelvox Ensemble , ki jo sestavljajo pevci in glasbeniki iz različnih pokrajin Furlanije -Julijske Krajine in ponuja publiki kvalitetne in zanimive glasbene sporede z željo po ovrednotenju večkulturnosti svojega domačega okolja , saj na lastnih koncertih vedno poskrbijo za petje v vseh jezikih , ki so zgodovinsko prisotni na območju Furlanije -Julijske Krajine .
Mateja Černic se redno izpopolnjuje na zborovodskih seminarjih in mojstrskih tečajih ter se udeležuje tekmovanj za zborovske dirigente. Na mednarodnem tekmovanju za zborovske dirigente Fosco Corti 2021 v Turinu se je uvrstila na tretje mesto in dobila nagrado za najboljšega italijanskega dirigenta . Leta 2017 je na državnem tekmovanju za zborovske dirigente Le mani in suono v Arezzu dosegla tretje mesto , leta 2016 pa se je na državnem tekmovanju Zvok mojih rok v Ljubljani uvrstila med finaliste.
Leta 2011 je prejela nagrado Zlato zrno sklada Sergij Tončič iz Trsta .
Leta 2012 je prejela od JSKD iz Ljubljane Zlati znak za izjemne dosežke na področju vokalne glasbe .
Leta 2017 je prejela nagrado Mirko Špacapan  iz Gorice.
Mateja Černic redno sodeluje tudi z Zvezo slovenske katoliške prosvete iz Gorice  in z odličnimi nastopi bogati razne prireditve v zamejskem in širšem prostoru. Večkrat sodeluje tudi z Zvezo cerkvenih pevskih zborov iz Trsta. Je tudi pedagoginja  in vodi tečaje zborovskega petja .